# Dasybasis rainbowi
Dasybasis rainbowi är en tvåvingeart som först beskrevs av Taylor 1918.  Dasybasis rainbowi ingår i släktet Dasybasis och familjen bromsar. Inga underarter finns listade i Catalogue of Life.